# Canton de Cunlhat
Le canton de Cunlhat est une ancienne division administrative française située dans le département du Puy-de-Dôme.
Le nom de la commune chef-lieu se prononce : « cun-ya » (« un » comme dans « parfum »).

## Géographie
Ce canton est organisé autour de Cunlhat dans l'arrondissement d'Ambert. Son altitude varie de 449 m (Auzelles) à 1 064 m (Auzelles) pour une altitude moyenne de 696 m.

## Histoire
- De 1833 à 1848, les cantons de Cunlhat et d'Olliergues avaient le même conseiller général. Le nombre de conseillers généraux était limité à 30 par département[1].
- Le canton est supprimé à la suite du redécoupage des cantons du Puy-de-Dôme, appliqué le 25 février 2014 par décret. Les quatre communes intègrent le canton des Monts du Livradois[2].

## Représentation

### Conseillers généraux de 1833 à 2015
| Période | Période                 | Identité                                            | Étiquette      | Qualité                                                                                               |
| ------- | ----------------------- | --------------------------------------------------- | -------------- | --- |
| 1833    | 1841 (décès)            | Antoine Amable Ignace Mory                          |                | Négociant Maire de Cunlhat                                                                            |
| 1841    | 1848                    | Pierre-Etienne de Labrosse (1776-1850)              |                | Juge de paix à Olliergues                                                                             |
| 1848    | 1852                    | Pierre Antoine Charles Mory-Veilhon (fils d'A.Mory) |                | Négociant Maire de Cunlhat                                                                            |
| 1852    | 1862                    | Jacques Joseph Bastier-Lafougère                    |                | Propriétaire                                                                                          |
| 1862    | 1871                    | Luc Christophle                                     | Bonapartiste   | Conseiller de préfecture - Docteur en droit Député (1861-1870)                                        |
| 1871    | 1880                    | Régis Fustier                                       | Républicain    | Maire de Cunlhat                                                                                      |
| 1880    | 1907 (décès)            | Edmond Guyot-Dessaigne                              | Rad.           | Avocat puis magistrat Député (1885-1907)                                                              |
| 1908    | 1919                    | Antoine Chautard                                    | Rad.           | Propriétaire, maire d'Auzelles, conseiller d'arrondissement                                           |
| 1919    | 1925 (démission)        | Alphonse Aulanier                                   |                | Notaire à Cunlhat, conseiller d'arrondissement                                                        |
| 1925    | 1940                    | Alphonse Pourrat                                    | Rad.           | Médecin - Maire de Cunlhat Nommé conseiller départemental en 1942                                     |
|         |                         |                                                     |                | |
| 1945    | 1955                    | Jean-Paul Charbonnier                               | Rad.-RGR       | Sous-caissier à la Caisse d'épargne Maire de Cunlhat                                                  |
| 1955    | 1967                    | Louis Chautard                                      | SFIO           | Cultivateur Maire d'Auzelles                                                                          |
| 1967    | 1979                    | Jean Laroye                                         | DVD            | Médecin à Cunlhat                                                                                     |
| 1979    | 1992                    | Henri Rigal                                         | PS             | Conseiller agricole Maire de Cunlhat (1976-2001), député suppléant de Maurice Adevah-Pœuf (1988-1993) |
| 1992    | 1998                    | Jacques Mottin                                      | UDF            | Vétérinaire Conseiller municipal de Cunlhat                                                           |
| 1998    | 2004                    | Henri Rigal                                         | PS             | Conseiller technique agricole retraité Maire de Cunlhat                                               |
| 2004    | 2011                    | Gilbert Bonnefoy                                    | Apparenté PS   | Maire de Cunlhat (2008-2014)                                                                          |
| 2011    | 19 janvier 2012 (décès) | Ludovic Lucot                                       | PCF            | Professeur à Ambert                                                                                   |
| 2012    | 2015                    | Marie-Claude Milon                                  | Apparentée PCF | Suppléante de Ludovic Lucot, décédé Conseillère municipale de Brousse                                 |

### Conseillers d'arrondissement (de 1833 à 1940)
| Période                                  | Période | Identité                                       | Étiquette | Qualité |
| ---------------------------------------- | ------- | ---------------------------------------------- | --------- | --- |
| 1833                                     | 1836    | Joseph Alexis Gourbeyre (1792-1836)            |           | Notaire, adjoint au maire de Cunlhat                                                                        |
| 1836                                     | 1842    | Jean Charles Pierre Bastier-Deroure (de Roure) |           | Maire de Cunlhat                                                                                            |
| 1842                                     | 1844    | siège vacant                                   |           | |
| 1844                                     | 1848    | Jean Charles Pierre Bastier-Deroure (de Roure) |           | Maire de Cunlhat                                                                                            |
| 1848                                     | 1852    | Louis Prulhière                                |           | Médecin à Auzelles                                                                                          |
| 1852                                     | 1861    | Antoine Joseph Hiver-Coiffier                  |           | Propriétaire et négociant à Cunlhat                                                                         |
| 1861                                     | 1871    | Antoine Henri Martin                           |           | Notaire, maire de Cunlhat                                                                                   |
| 1871                                     | 1874    | Hilaire Porrat                                 |           | Docteur en médecine à Cunlhat                                                                               |
| 1874                                     | 1886    | François Tournebize                            |           | Docteur en médecine, maire de La Chapelle-Agnon                                                             |
| 1886                                     | 1892    | Henri Antoine Gidon (1854-1901)                |           | Docteur en médecine à Cunlhat                                                                               |
| 1892                                     | 1908    | Antoine Chautard-Laroche                       | Radical   | Maire d'Auzelles                                                                                            |
| 17 mai 1908                              | 1925    | Alphonse Aulanier                              |           | Notaire à Cunlhat                                                                                           |
| 1925                                     | 1940    | Michel Miolane                                 | Radical   | Maire de La Chapelle-Agnon                                                                                  |
| 1940                                     |         |                                                |           | Les conseils d'arrondissement ont été suspendus par la loi du 12 octobre 1940 et n'ont jamais été réactivés |
| Les données manquantes sont à compléter. |         |                                                |           | |

## Composition
Le canton de Cunlhat groupe 4 communes et compte 2 367 habitants en 2012 (population municipale).
| Nom                 | Code Insee | Intercommunalité          | Population (dernière pop. légale) |
| ------------------- | ---------- | ------------------------- | --------------------------------- |
| Cunlhat (chef-lieu) | 63132      | CC Ambert Livradois Forez | 1 260 (2014)                      |
| Auzelles            | 63023      | CC Ambert Livradois Forez | 354 (2014)                        |
| Brousse             | 63056      | CC Ambert Livradois Forez | 349 (2014)                        |
| La Chapelle-Agnon   | 63086      | CC Ambert Livradois Forez | 378 (2014)                        |

## Démographie
| 1962  | 1968  | 1975  | 1982  | 1990  | 1999  | 2006  | 2011  | 2012  |
| ----- | ----- | ----- | ----- | ----- | ----- | ----- | ----- | ----- |
| 3 170 | 2 953 | 2 758 | 2 578 | 2 463 | 2 424 | 2 412 | 2 382 | 2 367 |